# Сельское поселение посёлок Омчак
Се́льское поселе́ние «посёлок Омчак» — упразднённое муниципальное образование в Тенькинском районе Магаданской области Российской Федерации.
Административный центр — посёлок Омчак.

## История
Статус и границы сельского поселения установлены Законом Магаданской области от 28 декабря 2004 года № 512-ОЗ «О границах и статусе муниципальных образований в Магаданской области».
Законом Магаданской области от 8 апреля 2015 года № 1887-ОЗ, 1 мая 2015 года городское поселение «посёлок Усть-Омчуг», сельские поселения «посёлок Омчак», «посёлок им. Гастелло» и «посёлок Мадаун» объединены в муниципальное образование «Тенькинский городской округ» с административным центром в посёлке Усть-Омчуг.

## Население
| 2010 | 2012 | 2013 | 2014 | 2015 |
| ---- | ---- | ---- | ---- | ---- |
| 984  | ↘906 | ↗907 | ↘848 | ↘822 |

## Состав сельского поселения
| № | Населённый пункт | Тип населённого пункта          | Население |
| - | ---------------- | ------------------------------- | --------- |
| 1 | Омчак            | посёлок, административный центр | ↘442      |
| 2 | Имени Матросова  | посёлок                         | ↘28       |